# Pierre-Léandre Marcotte
Pierre-Léandre Marcotte, né le 5 octobre 1837 à Cap-Santé et mort le 16 juin 1899 à Pointe-Bleue, est un homme politique québécois.